# François Joseph Rudler
Pour les articles homonymes, voir Rudler.
François Joseph Rudler (né le 9 septembre 1757 à Guebwiller et mort le 13 novembre 1837 à Strasbourg) est un avocat et un notaire français, membre du directoire du département du Haut-Rhin.

## Biographie
François Joseph est le cinquième enfant de Jean Martin Rudler et Anastasie Hecker. Ses autres frères et sœur sont  Jean-Baptiste (1752-1813), Marie Anne Hélène, Anastasie (1770-1800), Jean-Martin (mort en 1841) et François-Xavier (1761-1814)

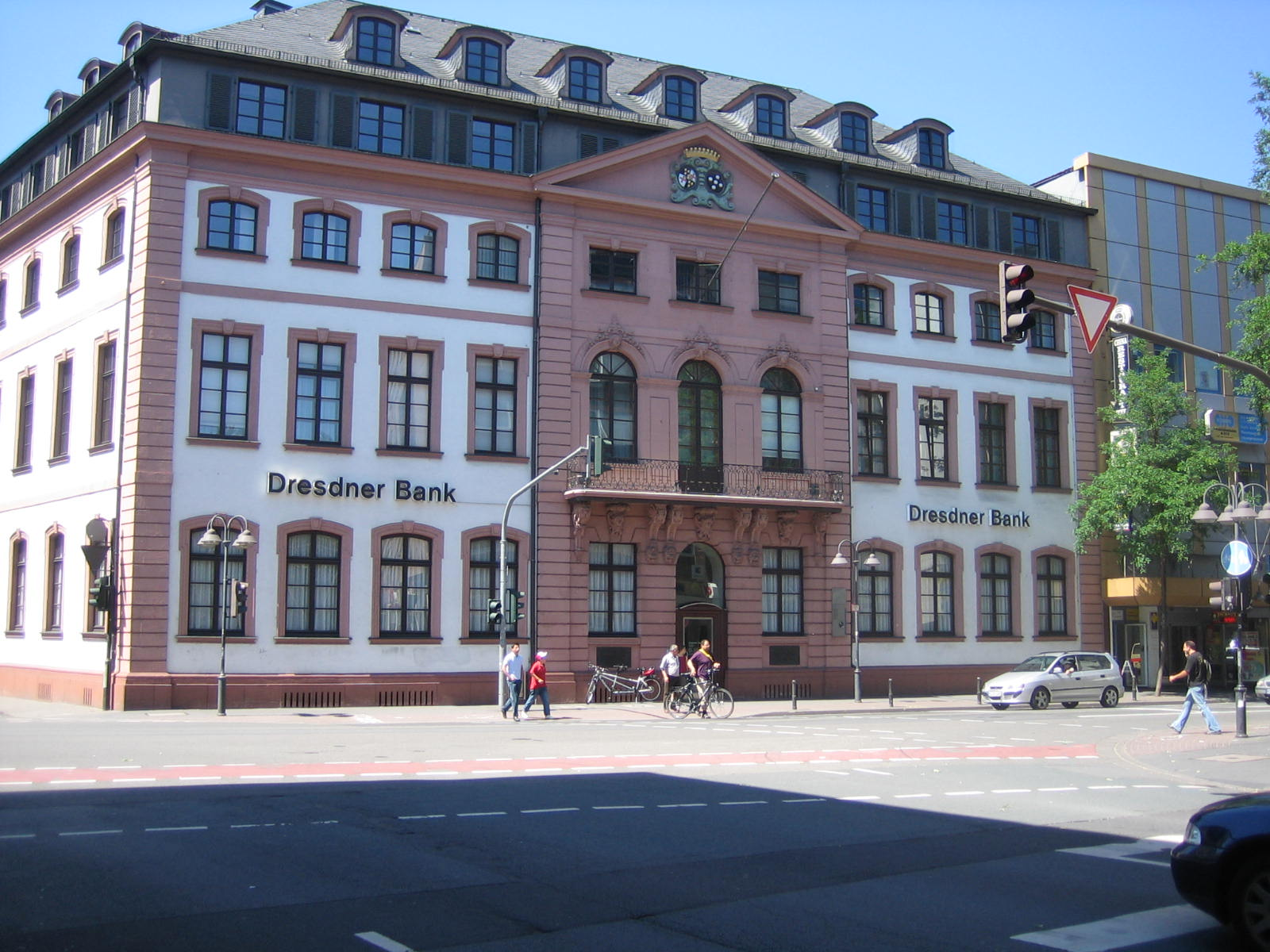
L'hôtel de Stadion à Mayence, où Rudler résida après le 11 janvier 1798

Après avoir étudié le droit à Strasbourg, il fut reçu avocat au Conseil d'Alsace en 1778. Il se rallia à la Révolution et devint procureur général syndic du département du Haut Rhin, avant d'être élu député de ce département à l'Assemblée Législative en 1791 (Le 4e sur 7); Réélu député suppléant à la Convention Nationale, il ne fut pas appelé à y siéger et redevint membre de l'administration de son département 
À l'automne 1796, il a été nommé commissaire du gouvernement pour l'Armée du Rhin et pour l'Armée de Mayence. Après la victoire définitive sur la rive gauche du Rhin en 1797, il a été nommé commissaire du gouvernement de l'administration du Directoire jusqu'en 1798, année de sa révocation, principalement à Bonn, Mayence et Trèves. Pendant ce temps, il a annexé des territoires conquis dans les départements et constitué une toute nouvelle administration. Rudler était précédemment juge de cassation à Paris. Il épouse dans cette Ville, en l'An V de la République, Joséphine Antoinette Stoulhen.
Le régime révolutionnaire français crée diverses « républiques sœurs » dans les territoires occupés par ses armées à la fin du XVIIIe siècle, notamment la République cisrhénane, proclamée le 5 septembre 1797, divisée par Rudler en quatre départements en novembre 1797 : Roer, Sarre, Rhin-et-Moselle et Mont-Tonnerre.
Rudler a aussi réorganisé le système scolaire dans les nouveaux départements. Dans un arrêté datant du 28 avril 1798, il entreprend la réorganisation du système scolaire conformément au système scolaire français tel que le prévoit la loi Daunou sur l’instruction publique du 3 brumaire de l’an IV. 
« Le Citoyen Rudler, Commissaire du Gouvernement dans les 4 nouveaux Départemens, vû l'exposé qui lui a été fait par le Cit. Best, Recteur de l'Université de Cologne, les demandes qui lui ont été présentées tant par les ci-devant Magistrats de cette Commune, que par let membres des autres Univèrsités des païs conquis relativement à l'état actuel où se trouve l'instruction publique et à l'amélioration qu'elle pourrois éprouver dès à présent ; — Considérant que rien n'est plus important pour la propagation des lumieres, la prosperité des états et le bonheur des individus que l'éducation de la jeunesse, qu'il est urgent qu'elle puisse provisoirement à l’organisation définitive de l'instruction publique dans ces contrées, et sans être interrompue, prendre le caractère qui lui convient dans les circonstances, et disposer la génération qui s'élève à profiter du bienfait de la liberté, dont l'aurore vient d'éclairer son berceau ; — Arrête ce qui suit.
Article 1. »
Rudler avait ordonné la création à Mayence d'une école centrale, qui devait être ouverte le 21 novembre 1798. 
Sous Napoléon, François Joseph Rudler devint préfet du Finistère de 1801 à 1805, puis préfet de la Charente de 1805 à 1810, année de sa retraite. Il a été élevé au rang de chevalier de la Légion d'honneur en 1804 puis au rang de baron d'Empire en 1810.
Il fut encore député du Haut Rhin de 1830 à 1831